# Уан-Биссака, Эрон
Э́рон Уа́н-Бисса́ка (англ. Aaron Wan-Bissaka; родился 26 ноября 1997, Кройдон, Лондон) — английский футболист, правый защитник клуба английской Премьер-лиги «Вест Хэм Юнайтед».

## Клубная карьера
Родился в Кройдоне, Лондон, 26 ноября 1997 года в семье выходцев из Демократической Республики Конго.
С 11 лет выступал в детско-юношеской академии «Кристал Пэлас».
Принял участие в нескольких матчах предсезонного турне «Кристал Пэлас» в 2017 году. В феврале 2018 года попал в основной состав клуба из-за травм Джоэла Уорда и Мартина Келли. 25 февраля 2018 года дебютировал в Премьер-лиге в матче против «Тоттенхэм Хотспур» на позиции правого защитника. Был признан лучшим игроком команды в марте, когда он продемонстрировал «убедительную игру» в матчах против «Манчестер Юнайтед», «Челси» и «Ливерпуля».
В сезоне 2018/19 признавался игроком месяца в «Кристал Пэлас» на протяжении трёх месяцев подряд: в августе, сентябре и октябре 2018 года. В апреле 2019 года был признан лучшим игроком сезона в «Кристал Пэлас» по мнению болельщиков команды.
29 июня 2019 года «Манчестер Юнайтед» объявил о подписании пятилетного контракта с Эроном, сумма трансфера составила 45 млн фунтов, ещё 5 млн «Кристал Пэлас» может получить в виде всевозможных бонусов. 11 августа 2019 года дебютировал за «Манчестер Юнайтед» в матче первого тура Премьер-лиги против «Челси» на стадионе «Олд Траффорд». Матч завершился победой «Юнайтед» со счётом 4:0.
13 августа 2024 года перешёл в «Вест Хэм Юнайтед», подписав семилетний контракт, сумма трансфера составила 15 млн фунтов.

## Карьера в сборной
7 октября 2015 года Уан-Биссака дебютировал в составе сборной Демократической Республики Конго до 20 лет (в котором она уступила сборной Англии до 17 лет со счётом 8:0). В 2018 году получил вызов в сборную Англии до 20 лет и дебютировал за неё 22 марта в игре против Польши. Был удалён в этой игре за две жёлтые карточки.
6 сентября 2018 года дебютировал в составе сборной Англии до 21 года в матче против Нидерландов.
В августе 2019 года получил свой первый вызов в первую сборную Англии на матчи против Косова и Болгарии, но впоследствии выбыл из заявки из-за травмы спины.

## Достижения

### Командные достижения
«Манчестер Юнайтед»
- Обладатель Кубка Англии: 2023/24[17]
- Обладатель Кубка Английской футбольной лиги: 2022/23
- Финалист Кубка Англии: 2022/23
- Финалист Лиги Европы УЕФА: 2020/21

### Личные достижения
- Молодой игрок года ФК «Кристал Пэлас»: 2017/18
- Лучший игрок года ФК «Кристал Пэлас»: 2018/19
- Член «команды сезона» Лиги Европы УЕФА: 2020/21

## Статистика выступлений
По состоянию на 25 мая 2024 года
| Клуб              | Сезон            | Лига | Лига | Кубок | Кубок | Кубок лиги | Кубок лиги | Еврокубки | Еврокубки | Прочие | Прочие | Итого | Итого |
| Клуб              | Сезон            | Игры | Голы | Игры  | Голы  | Игры       | Голы       | Игры      | Голы      | Игры   | Голы   | Игры  | Голы  |
| ----------------- | ---------------- | ---- | ---- | ----- | ----- | ---------- | ---------- | --------- | --------- | ------ | ------ | ----- | ----- |
| Кристал Пэлас     | 2017/18          | 7    | 0    | 0     | 0     | 0          | 0          | 0         | 0         | 0      | 0      | 7     | 0     |
| Кристал Пэлас     | 2018/19          | 35   | 0    | 1     | 0     | 3          | 0          | 0         | 0         | 0      | 0      | 39    | 0     |
| Кристал Пэлас     | Итого            | 42   | 0    | 1     | 0     | 3          | 0          | 0         | 0         | 0      | 0      | 46    | 0     |
| Манчестер Юнайтед | 2019/20          | 35   | 0    | 2     | 0     | 4          | 0          | 5         | 0         | 0      | 0      | 46    | 0     |
| Манчестер Юнайтед | 2020/21          | 34   | 2    | 3     | 0     | 2          | 0          | 15        | 0         | 0      | 0      | 54    | 2     |
| Манчестер Юнайтед | 2021/22          | 20   | 0    | 0     | 0     | 0          | 0          | 6         | 0         | 0      | 0      | 26    | 0     |
| Манчестер Юнайтед | 2022/23          | 19   | 0    | 4     | 0     | 5          | 0          | 6         | 0         | 0      | 0      | 34    | 0     |
| Манчестер Юнайтед | 2023/24          | 22   | 0    | 4     | 0     | 1          | 0          | 3         | 0         | 0      | 0      | 30    | 0     |
| Манчестер Юнайтед | Итого            | 130  | 2    | 13    | 0     | 12         | 0          | 35        | 0         | 0      | 0      | 190   | 2     |
| Всего за карьеру  | Всего за карьеру | 172  | 2    | 14    | 0     | 15         | 0          | 35        | 0         | 0      | 0      | 236   | 2     |